# Machu-Picchu-Inkaratte
Die Machu-Picchu-Inkaratte (Cuscomys oblativus) ist eine kaum erforschte Nagetierart aus der Familie der Chinchillaratten (Abrocomidae). Sie gilt als Lazarus-Taxon, da sie zwischen ihrer Erstbeschreibung im Jahr 1916 und ihrer Wiederentdeckung im Jahr 2009 nur von zwei Schädeln aus dem 15. Jahrhundert bekannt war, die 1912 bei Ausgrabungen in Inkagrabstätten in Machu Picchu entdeckt wurden.

## Merkmale
Basierend auf dem einzigen vorhandenen Skelettmaterial (zwei Schädel) beträgt die größte Schädellänge der Machu-Picchu-Inkaratte 63,6 bis 63,7 mm. Weitere Maßangaben sind nicht bekannt. Der Schädel der Machu-Picchu-Inkaratte hat ein rundes Großes Hinterhauptloch und eine kleinere Paukenblase als die nahe verwandte Ashaninka-Inkaratte (Cuscomys ashaninka), die erst 1999 beschrieben wurde. Das hintere Nasenbein ist durch eine Einfügung vom Stirnbein getrennt. Das Nasenrückenprofil ist leicht gekrümmt. Der dritte obere Molar hat breite hintere seitliche kammartige Schmelzleisten (Querjoche), die mit den Zahnhöckern verbunden sind.
Bei dem Exemplar, das 2009 gefangen wurde, handelte es sich vermutlich um ein halbwüchsiges Tier, da das Erwachsenenfell noch unvollständig ausgeprägt war. Äußerlich ähnelte es der Ashaninka-Inkaratte, es hatte jedoch hellere Ohren, die an den Spitzen stärker verjüngt waren. Das Rückenfell war brauner und mit langen, schwarzen Oberhaaren überdeckt. Der Hinter- und der Vorderkopf war mit langen, weißen Haaren gesprenkelt. Der weiße Stirnstreifen war schmaler an der Schnauze. Die Hinter- und Vorderpfoten waren reinweiß. Die Schwanzspitze war schneeweiß.

## Lebensraum

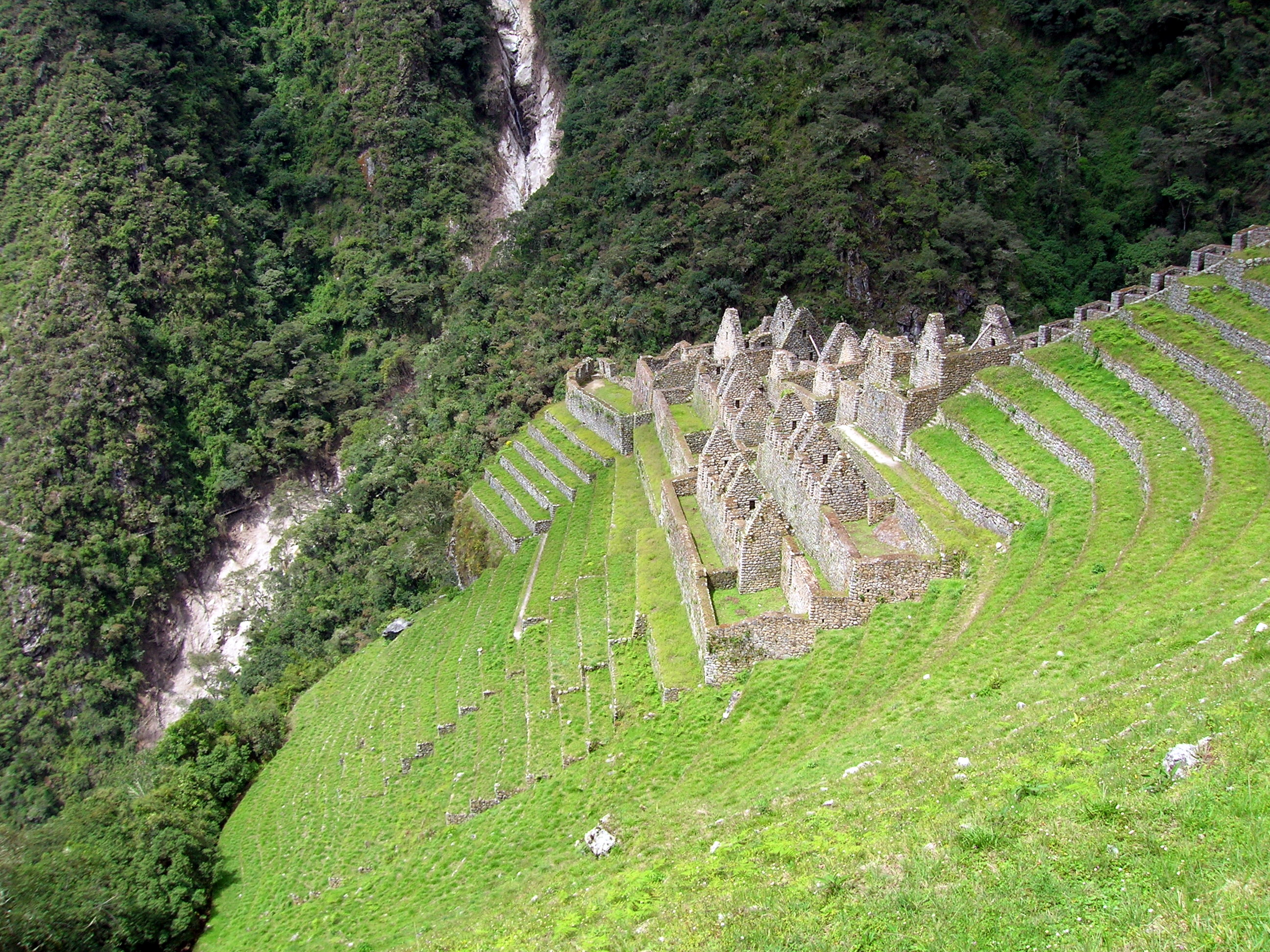
Die Inka-Ruine Wiñay Wayna, in deren Nähe die Machu-Picchu-Inkaratte 2009 wiederentdeckt wurde

Die Machu-Picchu-Inkaratte lebt in feuchten Nebelwäldern auf steilen Felshängen in Höhenlagen von circa 2.700 m auf dem Machu-Picchu-Kamm.

## Lebensweise
Das Exemplar der Machu-Picchu-Inkaratte, das 2009 gefangen wurde, ernährte sich von Blättern und Kräutern auf einer Lichtung in der Nähe der Inka-Ruine Wiñay Wayna. Es hielt die Blätter mit den Vorderpfoten, während es fraß. Mehr ist über ihre Lebensweise nicht bekannt.

## Systematik und Nomenklatur
Die Machu-Picchu-Inkaratte wurde 1916 vom US-amerikanischen Paläontologen George Francis Eaton (1872–1949), einem Weggefährten von Hiram Bingham, als Abrocoma oblativa beschrieben. 1999 stellte Louise H. Emmons die neue Gattung Cuscomys auf und klassifizierte Cuscomys oblativus als Typusart. Häufig findet man die Schreibweise Cuscomys oblativa entsprechend dem Artepitheton in der Erstbeschreibung. Da Emmons jedoch den Gattungsnamen nomenklatorisch als männlich deklarierte, wäre oblativus gemäß den Internationalen Regeln für die Zoologische Nomenklatur die korrekte Schreibweise.

## Status
Die Machu-Picchu-Inkaratte wurde 2008 von der IUCN in die Kategorie „ausgestorben“ (extinct) der Roten Liste aufgenommen. 2016 wurde diese Einstufung in „unzureichende Datenlage“ (data deficient) geändert. 2009 fing der Parkwächter Roberto Quispe ungefähr 5 km südöstlich von Machu Picchu ein verletztes Tier. Er machte rund 40 Fotos von dem Exemplar und ließ es nach drei Tagen in der Nähe der Inka-Ruine Wiñay Wayna wieder frei, nachdem es gepflegt wurde. Als Beweis, dass er tatsächlich die Machu-Picchu-Inkaratte wiederentdeckt hatte, konnte er die Fotos jedoch nicht anführen. 2012 gelang es dem mexikanischen Biologen Gerardo Ceballos vom ökologischen Institut der Nationalen Autonomen Universität von Mexiko und seinem peruanischen Kollegen Horacio Zeballos vom Museo de Historia Natural der Universidad Nacional de San Agustín in Arequipa ein weiteres Exemplar in der Nähe von Wiñay Wayna aufzuspüren, zu identifizieren und somit Quispes Fund zu bestätigen.